# Sokół Zblewo
Ludowy Zespół Sportowy Sokół Zblewo – polski klub piłkarski z siedzibą w Zblewie, od sezonu 2021/2022 występujący w klasie A.

## Historia

### Od roku 2001
W sezonie 2001/02 klub występował w A Klasie. W kolejnym sezonie wywalczył awans do klasy okręgowej, w której został na 3 lata potem zaliczył spadek do A Klasy. W sezonie 2005/06 znów wywalczył awans do A Klasy. W sezonie 2011/12 klub wywalczył kolejny awans do Klasy Okręgowej. Przez kolejne lata klub grał naprzemiennie w A Klasie i Klasie Okręgowej. W sezonie 2019/20 klub wywalczył awans do IV ligi jednak wycofał się z rozgrywek po 21. kolejce.  W kolejnym sezonie klub grał w A Klasie. W sezonie 2022/23 klub zajął 11. miejsce w A Klasie, zdobywając 23 punkty. W 2023 roku klub obchodził 100-lecie istnienia, z tej okazji zorganizowano bieg.